# Ana Diasová (fotografka)

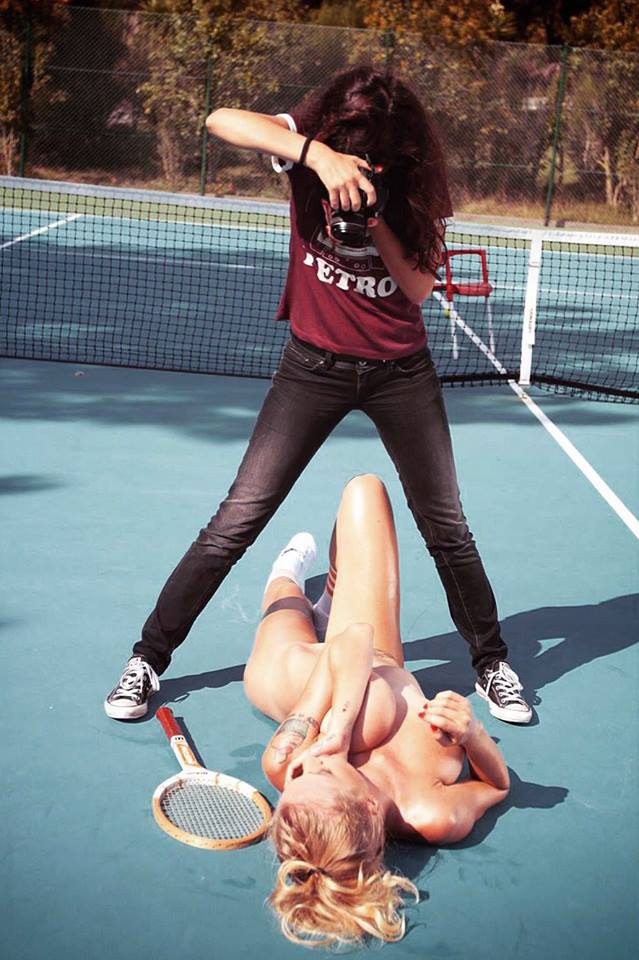
Ana Diasová fotografuje modelku, 2015

Ana Diasová (nepřechýleně Ana Dias; * 15. července 1984, Porto) je portugalská fotografka, známá především díky fotografování pro časopis Playboy.

## Životopis
Ana Diasová se narodila v Portu v Portugalsku v roce 1984. V roce 2007 absolvovala Porto Superior School of Art ve výtvarném umění se specializací na kresbu. Po ukončení vzdělání začala na této instituci vyučovat sítotisk, litografii a rytinu. Její minulost ve výtvarném umění ji přivedla k fotografii, která se stala jejím primárním způsobem uměleckého vyjádření. Jako fotografka pracuje především s erotickou ženskostí.
V roce 2012 zvítězila v soutěži Fotoerotika Konkurs, pořádané srbským vydáním časopisu Playboy, a její práce byla publikována v časopise. V listopadu 2012 nafotografovala modelku Raquel Henriquesovou pro svou první obálku portugalského vydání Playboye. Ana Diasová si vysloužila reputaci a pozvání Playboye z celého světa: Jižní Afrika, Německo, Nizozemsko, Francie, Rusko, Brazílie, Mexiko, Thajsko a mnoho dalších. Je jedinou portugalskou fotografkou s kariérou v Playboy Enterprises International a pravidelně spolupracuje s vydáními časopisu ve více než 20 zemích.
V červnu 2015 byla Ana Diasová pozvána, aby působila ve své vlastní webové sérii s názvem Playboy Abroad: Adventures with Photographer Ana Dias. V každé z 24 epizod cestovala do jiné země, aby nafotografovala jinou modelku ve stylu Playboye. Webová série představovala zákulisí focení a také dobrodružství fotografky s modelkami a jejím týmem. 
Dne 4. srpna 2019 se na titulní stránce The New York Times objevil snímek Any Diasové fotografující modelku z Playboye.
Kromě Playboye byla její práce fotografky publikována v dalších pánských časopisech, jako je FHM, Maxim a INSOMNIA Magazine.

## Výstavy
- Playboy World, Théâtre Mansart (Francie), září 2017; Casino Tróia (Portugalsko), srpen 2017;  Casino Figueira (Portugalsko), červen 2017;[8][9] Casino Lisboa (Portugalsko), leden 2017.[10]
- Uma Viagem ao Mundo Playboy, Espaço Mude (Portugalsko), květen 2017.[11]

## Galerie

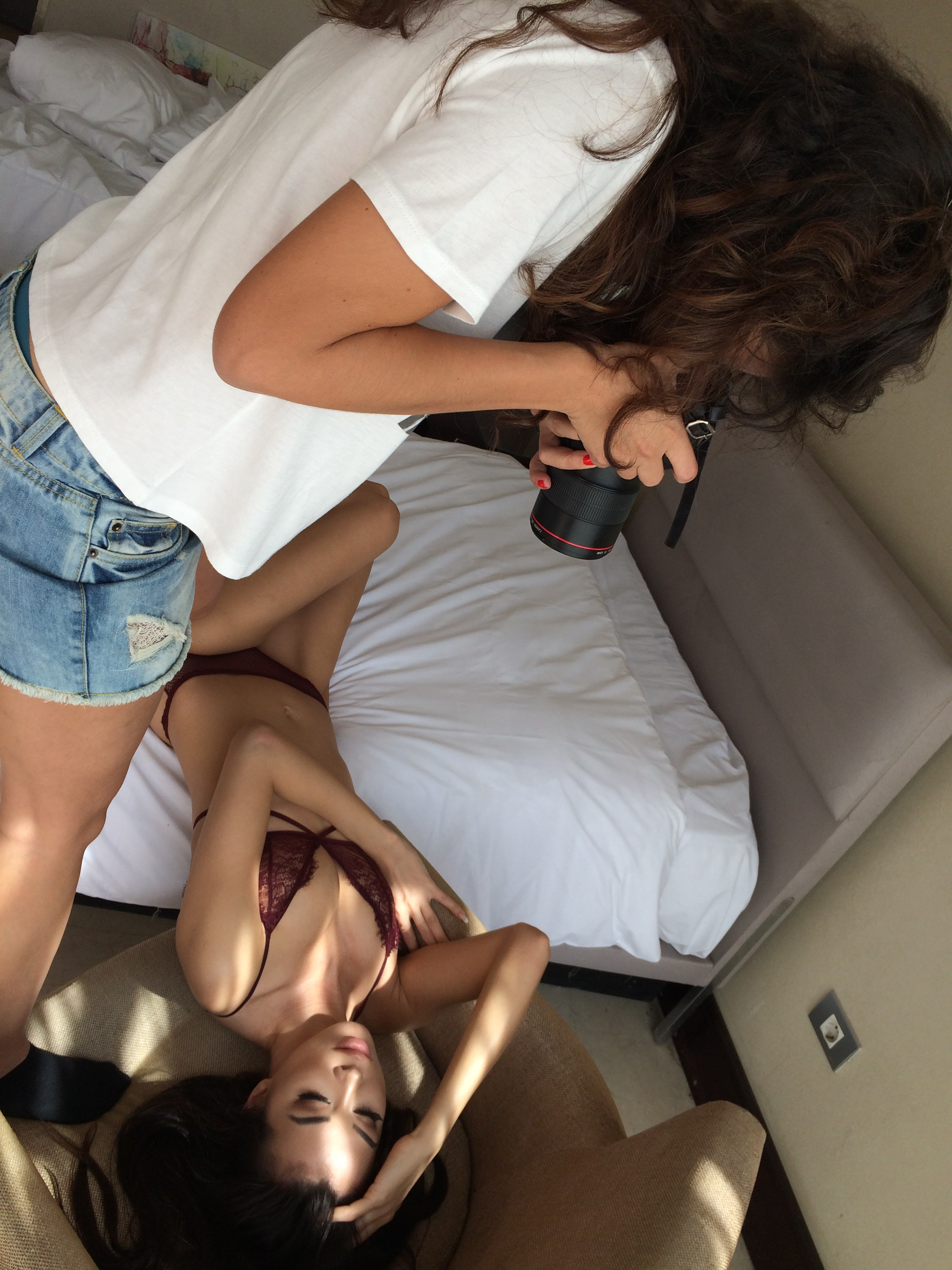
Ana Dias fotografuje modelku Angeliku Wachowskou
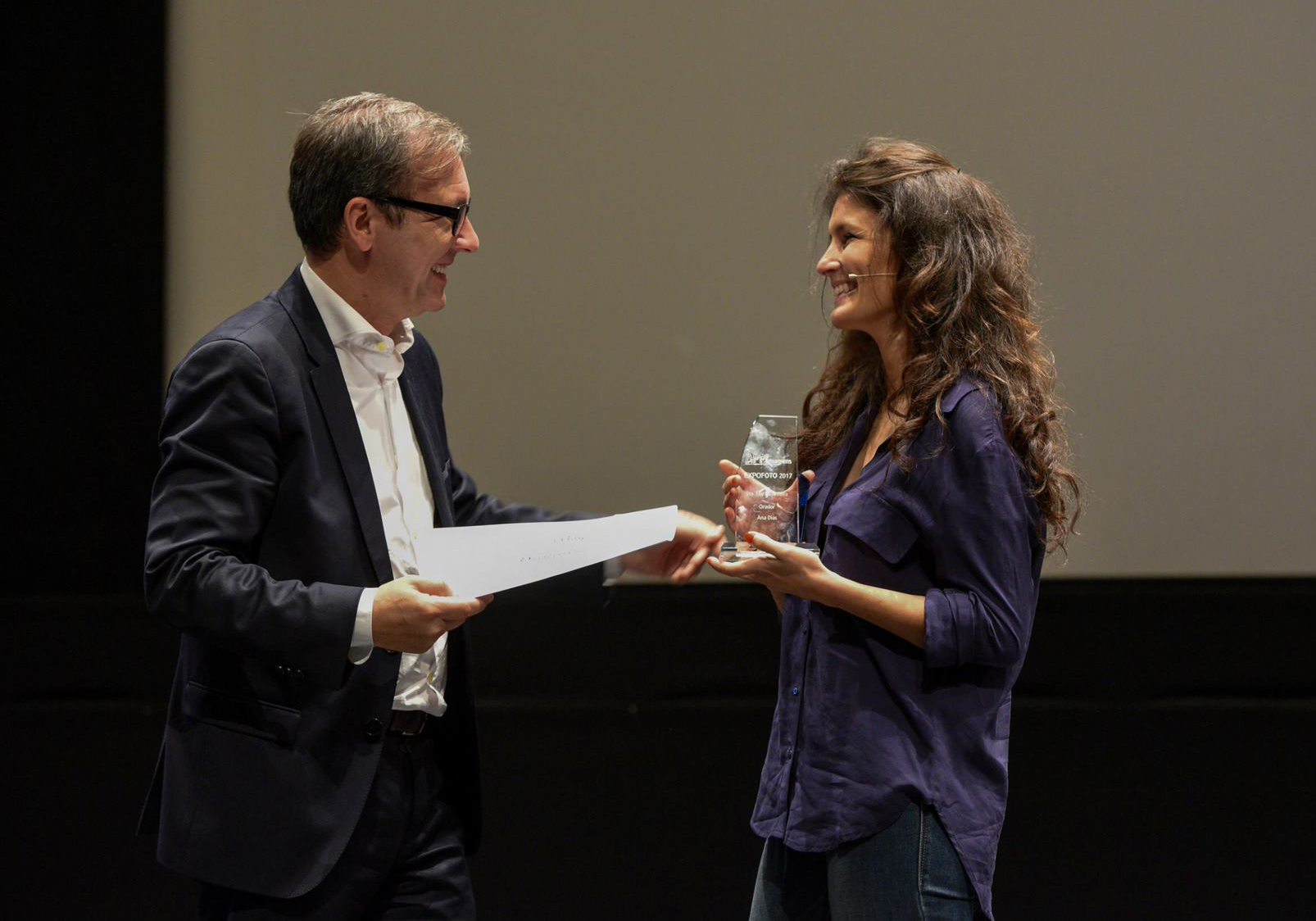
Ana Dias dostává cenu na konferenci ExpoFoto Conference, 2017
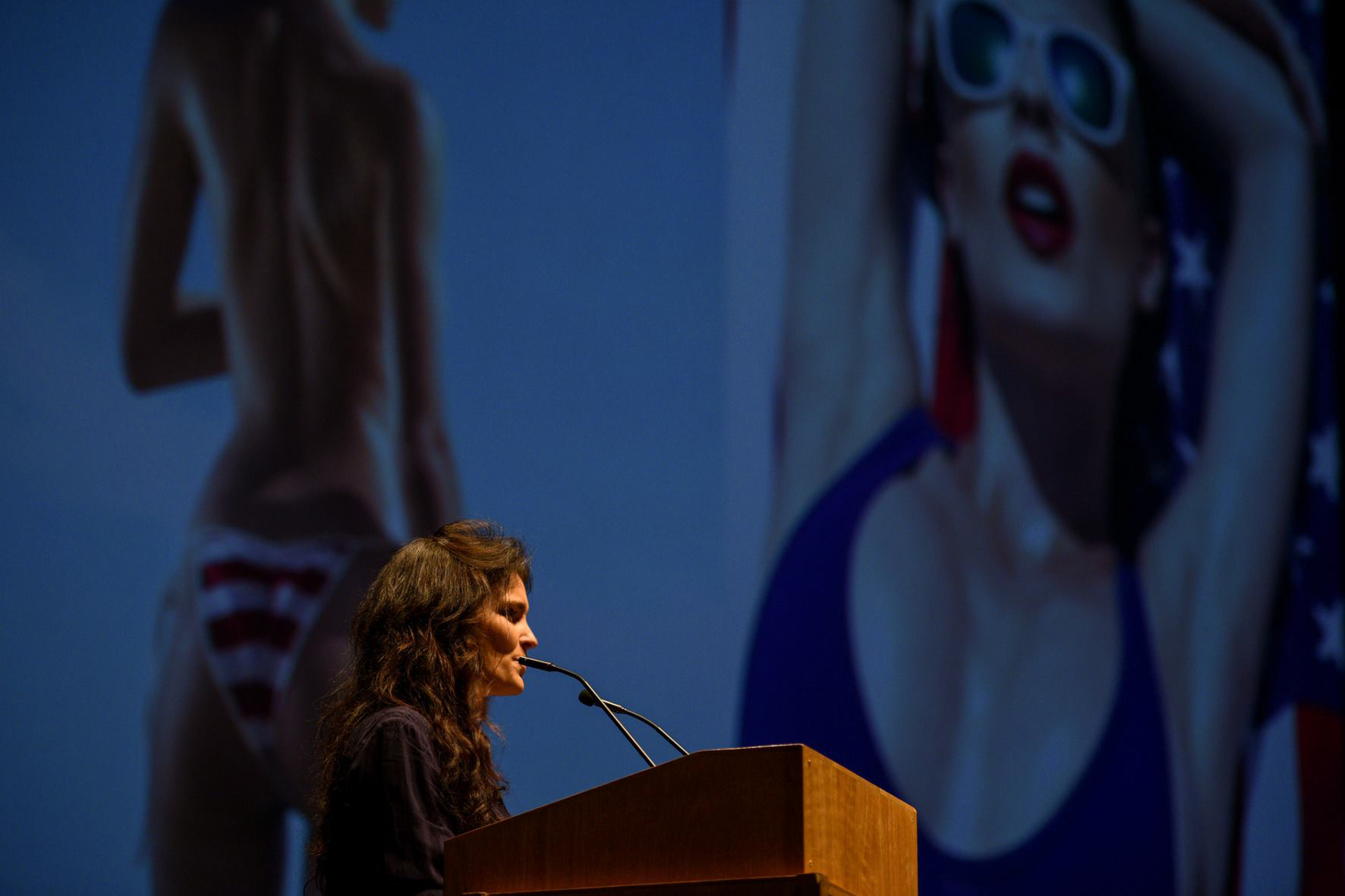
Ana Dias hovoří na konferenci ExpoFoto Conference, 2017
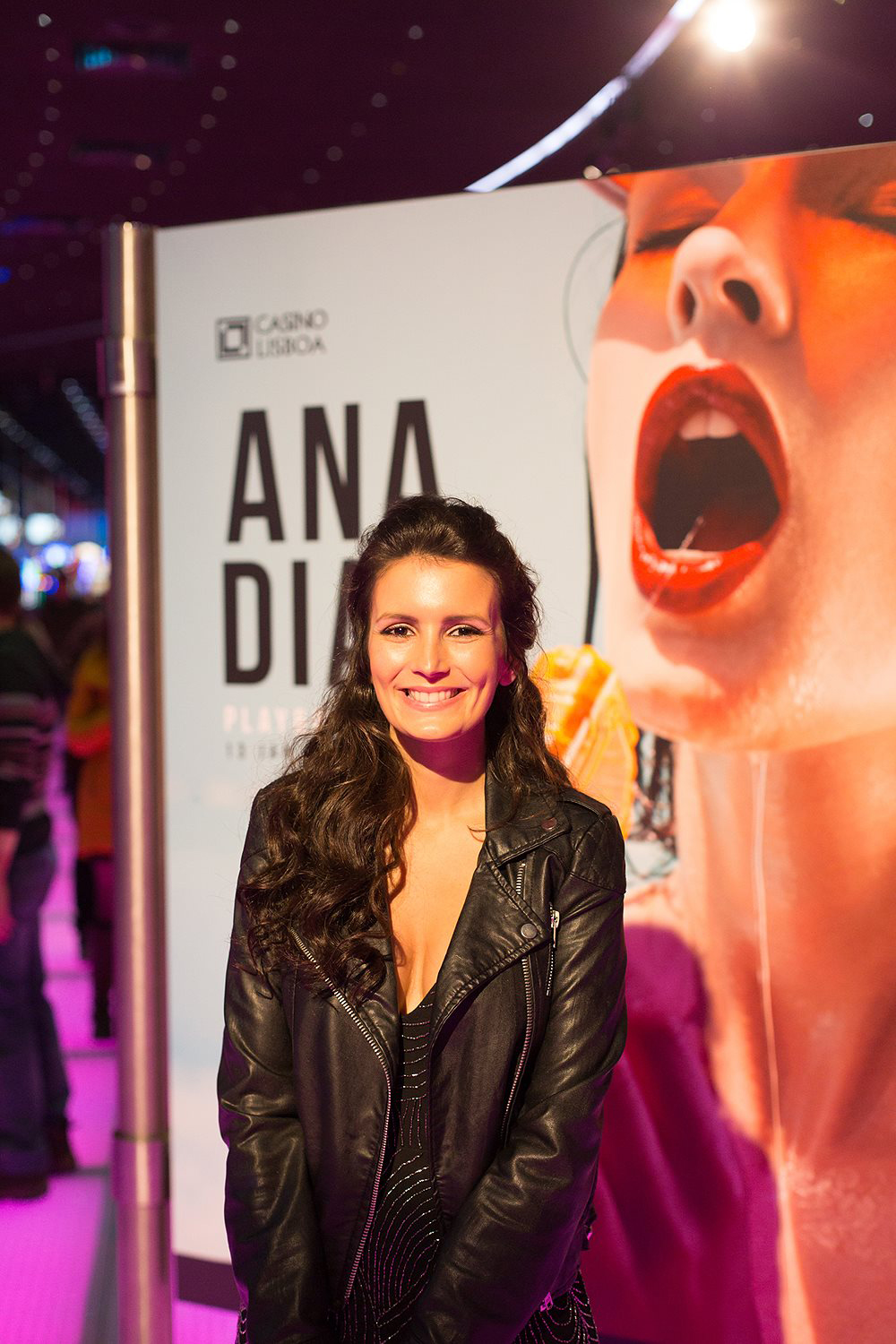
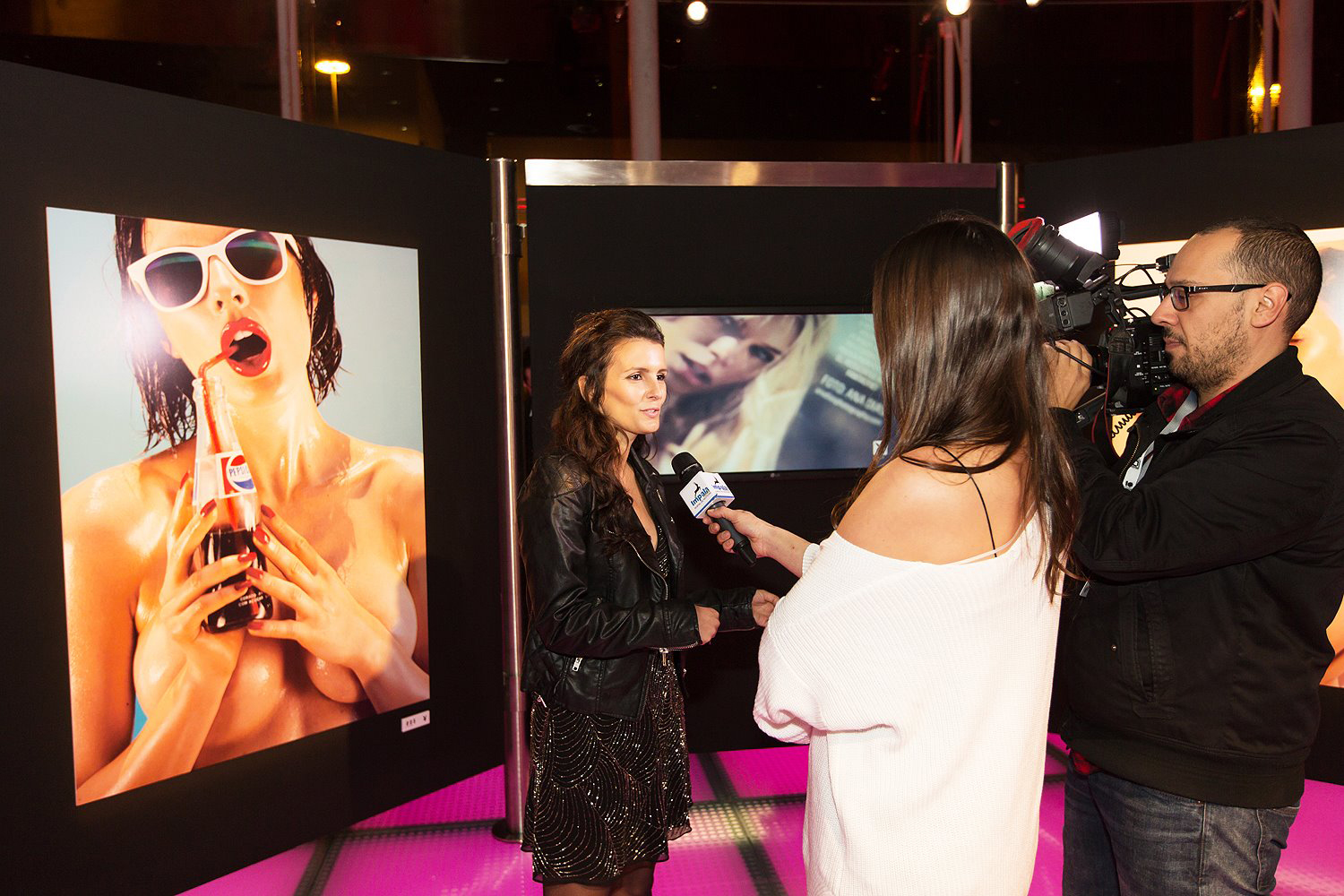
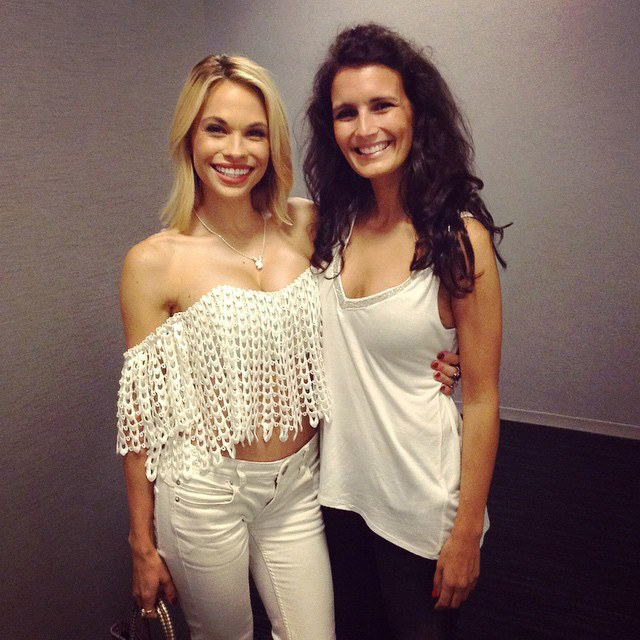
Dani Mathers a Ana Dia
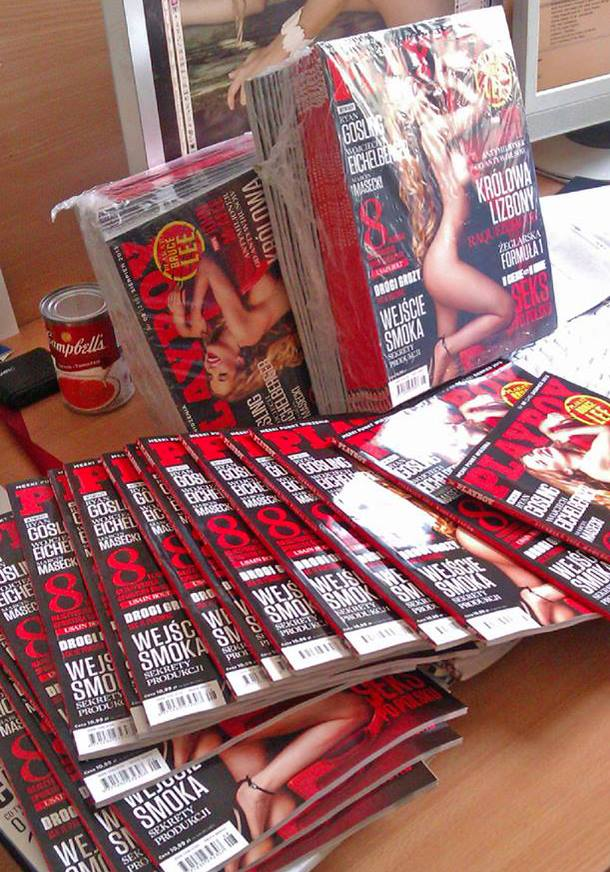
Raquel Jacobová na obálce polského vydání časopisu Playboy